# Sou Okuno
Sou Okuno (奥野壮) sinh ngày 21 tháng 8 năm 2000, là nam diễn viên, vũ công người Nhật Bản.

## Tiểu sử
Sou Okuno sinh ra tại Ōsaka, Nhật Bản vào ngày 21 tháng 8 năm 2000, nổi tiếng nhờ vai diễn Sougo Tokiwa trong phim Kamen Rider Zi-O. Anh là người chiến thắng trong cuộc thi Superboy Junon lần thứ 30, trong số hơn 17000 ứng viên khác. Okuno đã được đào tạo về múa ba lê cổ điển trong hơn 11 năm, và đã kết hợp một số điều đó vào tư thế biến hình và kỹ năng chiến đấu của Zi-O.
Anh có quan điểm sống rất lạc quan nhưng lại gặp khó khăn trong việc giao tiếp với mọi người.

## Phim truyền hình
Anh tham gia đóng phim Kamen Rider Zi-O vào năm 2018 với vai trò nam chính, Tokiwa Sougo.
Sougo Tokiwa là một cậu học sinh 18 tuổi với ước mơ trở thành một vị vua trong tương lai
Tsukuyomi, cô gái đến từ năm 2068, nói về tương lai của anh: "Cậu sẽ trở thành Kamen Rider Zi-O, vị vua của Thời - Không và cũng là Oma Zi-O - Ma Vương sẽ thống trị thế giới." Trong khi đối mặt với những rắc rối của số phận có thể bị nguyền rủa của mình, Sougo trở thành Zi-O để anh có thể bảo vệ được Thời - Không và trong cuộc hành trình anh đã gặp qua những Kamen Rider tiền nhiệm của thời kì Heisei. Myoukouin Geiz, một chiến binh biến thân thành Kamen Rider Geiz với mục tiêu tiêu diệt Zi-O để thay đổi tương lai. Và Time Jacker, một tổ chức có âm mưu thay đổi lịch sử bằng cách tạo ra những con quái vật được biết đến với cái tên "Another Rider", cùng nghĩa với là "Biến thể Rider" những kẻ có hình dạng giống như các Heisei Rider đời trước nhưng với phiên bản ác quỷ.
Tokiwa Sougo có số mệnh trở thành Kamen Rider Zi-O, không phải trở thành anh hùng mà là ma vương tương lai? Vận mệnh nào sẽ xảy tới cho tương lai?
Kamen Rider Zi-O là một câu chuyện kể về người sẽ trở thành vị vua tiếp theo, chiến đấu để cứu lấy quá khứ, hiện tại, và tương lai, băng qua Thời - Không, gặp gỡ các Kamen Rider thời Heisei suốt chiều dài lịch sử.